# Sowjetische Badmintonmeisterschaft 1964
Die Sowjetische Badmintonmeisterschaft 1964 fand in Charkow statt. Es war die zweite Austragung der nationalen Titelkämpfe der UdSSR im Badminton. Silber im Dameneinzel gewann die junge Kiewerin Nina Kosyak. Nach dem Championat wurde aufgrund der erreichten Meisterschaftsergebnisse der Titel Meister des Sports der UdSSR neun sowjetischen Sportlern verliehen, darunter den Ukrainern Agneta Kartzub (Burewestnik Lwiw), Nina Myachenchyna (Dynamo Kiew) und Wladimir Lifschiz (Spartak Charkiw).

## Sieger
| Disziplin    | Sieger                                |
| ------------ | ------------------------------------- |
| Herreneinzel | Nikolaj Nikitin                       |
| Dameneinzel  | Margarita Zarubo                      |
| Herrendoppel | Nikolay Peshekhonov Anatoli Yershov   |
| Damendoppel  | Valentina Korovkina Natalya Avdyunina |
| Mixed        | Vladimir Demin Marina Demina          |